# Liste der Naturschutzgebiete im Burgenland
Im Burgenland gibt es 29 Naturschutzgebiete, die auf Grund einzelner Landesgesetze ausgewiesen sind.

## Das Naturschutzgebiet im Burgenländischen Naturschutz- und Landschaftpflegerecht
§ 21 Burgenländisches Naturschutz- und Landschaftpflegegesetz (NG 1990) bestimmt Art des Naturschutzgebietes:

„§ 21. (1) Gebiete,
a) die sich durch völlige oder weitgehende Ursprünglichkeit auszeichnen und in denen der Ablauf einer natürlichen Entwicklung gewährleistet ist (§ 1 Abs. 1 [Zielsetzungen, Anm.] lit. b ),
b) die seltene oder gefährdete Tier- oder Pflanzenarten oder die nach Ablauf natürlicher Entwicklungen solche beherbergen können (§ 1 Abs. 1 lit. c),
c) die seltene oder gefährdete Lebensgemeinschaften von Tieren oder Pflanzen aufweisen oder mit bzw. nach Ablauf natürlicher Entwicklungen solche aufweisen können (§ 1 Abs. 1 lit. c) oder
d) in denen seltene oder wissenschaftlich interessante Mineralien und Fossilien vorkommen (VIII. Abschnitt [Schutz von Mineralien und Fossilien, Anm.]),
können durch Verordnung der Landesregierung zu Naturschutzgebieten erklärt werden.“

Die Schutzbestimmungen werden in § 21a ausgeführt, und umfassen, wie „es zur Erreichung des Schutzzweckes erforderlich ist“, Maßnahmen von „jeden menschlichen Eingriff in das Schutzgebiet, einschließlich des Betretens, [zu] untersagen“, Beschränkung auf bestimmte Wege (Wegegebot) bis hin zu Ausnahmen für „zeitgemäße, nachhaltige land- und forstwirtschaftliche Nutzung, die rechtmäßige Ausübung der Jagd und der Fischerei, die notwendige Instandhaltung und Wartung behördlich genehmigter Anlagen sowie für Maßnahmen zur Erhaltung oder Verbesserung des Schutzzweckes“, sowie „Eingriff für wissenschaftliche Zwecke oder zum Zwecke der Ausbildung an wissenschaftlichen Institutionen“, immer vorausgesetzt, dass „damit keine nachhaltige Beeinträchtigung des Schutzzweckes verbunden ist“ –  „langfristige ökologische Forschungen und Untersuchungen“ sind dabei ausdrücklich Teil des Schutzzwecks (§ 21 Abs. 1).
Abweichend zu meisten anderen Bundesländern setzt das Burgenland ganz allgemein strenge Kriterien an den Umwelt- und Landschaftsschutz (II. Abschnitt Allgemeiner Natur- und Landschaftsschutz NG). Besonders ist auch die ausdrückliche Voraussetzung einer günstigen Prognose der Entwicklung. Die ausdrücklicher Erwähnung der Mineralien und Fossilien ähnelt den Regelungen in Niederösterreich und Vorarlberg, solche Areale fallen sonst meist unter der  Naturdenkmalsbegriff.

## Liste
| Foto |                 | Name                               | ID   | Bezirk              | Standort | Beschreibung | Fläche | Datum |
| ---- | --------------- | ---------------------------------- | ---- | ------------------- | --- | --- | ------ | ----- |
| 1    | Datei hochladen | Bubanj                             | 1011 | Eisenstadt-Umgebung | Hornstein KG: Hornstein GrStNr: 6125, 6132 Standort                                                              | Das Naturschutzgebiet Bubanj ist eine Geländekante zwischen Hornstein und Landegg, die steil in nordwestlicher Richtung abfällt. Der Terrassenabbruch wird von pannonen Sanden aufgebaut und beherbergt eine artenreiche Hutweide mit zahlreichen bedrohten Tier- und Pflanzenarten wie beispielsweise Echtes Federgras (Stipa pennata), Graues Sonnenröschen (Helianthemum canum), Frühlings-Adonisröschen (Adonis vernalis), Brand- und Helmknabenkraut (Orchis ustulata, O. militaris) und Goldschopf-Aster (Aster linosyris). |        | 1987  |
| 0 BW | Datei hochladen | Fronwiesen und Kuhlacke            | 1009 | Eisenstadt          | Eisenstadt KG: St. Georgen GrStNr: 5075–5094, 5096–5098, 5099–5105 Standort                                      | Das Naturschutzgebiet Fronwiesen und Kuhlacke setzt sich aus Wiesen und kleinen Brachflächen mit verteilten Feldgehölzen zusammen. Umgeben von Ackerland stellt das Naturschutzgebiet eine der größten zusammenhängenden Wiesenflächen im Wulkatal dar. Die Wiesen werden vom Glatthafer (Arrhenatherum elatior) dominiert, hinzukommen Bruch-Weiden (Salix fragilis), seltener von Hunds-Rosen (Rosa canina). |        |       |
| 1    | Datei hochladen | Goldberg                           | 1014 | Eisenstadt-Umgebung | Schützen am Gebirge KG: Schützen am Gebirge GrStNr: 1572/2, 1572/3 Standort                                      | Das Naturschutzgebiet Goldberg beherbergt Trockenrasen, der auf Grund des Weinbaus am Ruster Höhenzug selten geworden ist. Neben den kleinräumigen Trockenrasenflächen sowie Reste von Flaum-Eichen (Quercus pubescens), die die Kuppenregion vor der Rodung dominierten. |        | 1973  |
| 1    | Datei hochladen | Thenau                             | 1010 | Eisenstadt-Umgebung | Breitenbrunn am Neusiedler See KG: Breitenbrunn GrStNr: 1946, 1947, 1948, 1967, 1970, 1971, 1949/1 (tw) Standort | Der Thenau-Riegel umfasst mit rund 41 ha eine der größten Trockenrasenflächen im Burgenland. Er befindet sich am Südfuß des Leithagebirges und war ursprünglich von wärmeliebendem Eichenmischwald bedeckt. Durch Weidenutzung entstand eine artenreiche Trockenvegetation, der unter anderem Berg-Gamander (Teucrium montanum), Heide-Ginster (Genista pilosa), Zwerg-Sonnenröschen (Fumana procumbens) und Graues Sonnenröschen (Helianthemum canum) beherbergt. Die tiefergründigen Plateauflächen und höher gelegene Talböden werden von Tragant-Pfriemengras-Trockenrasen dominiert, in dem unter anderem die Zwerg-Schwertlilie (Iris pumila), die Sibirische Glockenblume (Campanula sibirica) und die Große Kuhschelle (Pulsatilla grandis) vorkommen. |        |       |
| 1    | Datei hochladen | Zylinderteich                      | 1012 | Eisenstadt-Umgebung | Hornstein KG: Hornstein GrStNr: 3352, 3353, 3354 Standort                                                        | Das Naturschutzgebiet Zylinderteich ist der Rest einst weiträumiger Wiesen und Hutweiden, die durch Aufforstungen und intensivere landwirtschaftliche Nutzung weitgehend verschwanden. Im Zentrum des Naturschutzgebietes befindet sich ein künstlich angelegter Weiher, der ursprünglich als Viehtränke und Eisteich angelegt wurde. Seit Aufgabe der Beweidung um 1960 wurde er einer natürlichen Entwicklung überlassen. Der Weiher beherbergt eine Vielzahl an Amphibien ist auch als Rastplatz für durchziehende Vögel von Bedeutung. |        |       |
| 1    | Datei hochladen | Siegendorfer Pußta und Heide       | 1015 | Eisenstadt-Umgebung | Siegendorf KG: Siegendorf Standort                                                                               | Die Siegendorfer Sandpußta ist eine Geländekante zwischen der Ebene des Wulkabeckens und des Ruster Höhenzuges. Am Nordrand des nahe gelegenen Oberseewaldes schließt sich die Siegendorfer Heide an ein stark mit Weidesträuchern verwachsenes Gelände. |        |       |
| 0 BW | Datei hochladen | Frauenwiesen                       | 1013 | Eisenstadt-Umgebung | Leithaprodersdorf Standort                                                                                       | Die Frauenwiesen liegen am Nordrand des Leithagebirges in der Nähe von Loretto. Sie gehören zu den botanisch wertvollsten Wiesen im Burgenland. Die Wiesentypen reichen von einem Kopfbinsen-Kalkflachmoor und Kleinseggen-Ried über Pfeifengras-Streuwiesen bis zu Trespen-Halbtrockenrasen. |        | 1976  |
| 1    | Datei hochladen | Auwiesen Zickenbachtal             | 1020 | Güssing             | Rohr im Burgenland KG: Eisenhüttel, Rohr, Heugraben Standort                                                     | Das Naturschutzgebiet umfasst eine Fläche von etwa 40 ha und erstreckt sich über eine Länge von gut 1,8 km. Die geschützten Flächen beherbergen Wiesen und Großseggen-Rieden sowie bachbegleitende Grauweiden-Gebüsche (Kugelweiden). Die gemähten Wiesen des Schutzgebietes sind als Bachkratzdistel-Feuchtwiesen ausgebildet. |        | 1993  |
| 1    | Datei hochladen | Bachaue Lug                        | 1039 | Güssing             | Neuberg im Burgenland KG: Neuberg GrStNr: 5992 Standort                                                          | Die Bachaue Lug stellt den Rest einer ehemals für das Südburgenland typischen Tallandschaft dar, der infolge Entwässerung und landwirtschaftlicher Intensivierung großteils verschwunden ist. Das Areal wird von einem Nebengerinne des nahen Lukabaches durchflossen und ist von Feuchtwiesen und Kugelweiden begleitet. Vorherrschende Pflanzengesellschaften sind Großseggen-Riede und Bachkratzdistel-Feuchtwiesen. |        | 1991  |
| 1    | Datei hochladen | Luka Großmürbisch                  | 1019 | Güssing             | Großmürbisch KG: Großmürbisch GrStNr: 2137, 2138, 2141, 2142, 2145, 2146 Standort                                | Das Naturschutzgebiet liegt in einem kleinen Tal des Reinersdorfer Baches. Es ist hangseitig von Wäldern umgeben und umfasst bachbegleitende Feuchtwiesen. Das Areal beherbergt das größte in Österreich bekannte Vorkommen der Gelben Taglilie (Hemerocallis lilioasphodelus). |        | 1991  |
| 1    | Datei hochladen | Schachblumenwiesen                 | 1017 | Güssing             | Heiligenbrunn KG: Hagensdorf, Luising GrStNr: 2217–2233, 2092–2124, 2127–2134 (Hagensdorf) bzw. 808–814 Standort | Die Schachblumenwiesen bestehen aus zwei voneinander getrennten Arealen, wobei neben der Ried Hutweiden an der Strem auch ein größeres Wiesengebiet mit den Rieden Auwald, Tuif-, Krait- und Escherwiesen unter Schutz gestellt wurde. Das Naturschutzgebiet ist auf Grund des größten Vorkommen der in Österreich vom Aussterben bedrohten Schachblume (Fritillaria meleagris) von Bedeutung. |        |       |
| 1    | Datei hochladen | Dolnji Trink                       | 1016 | Güssing             | Güttenbach KG: Güttenbach GrStNr: 6734, 6810 Standort                                                            | Das Naturschutzgebiet Dolnji Trink (Beim Trunk) ist eines der letzten Feuchtgebiete am westlichen Rand des Südburgenländischen Hügellandes. Ein kleiner, künstlicher Weiher im Südteil des Gebietes besteht ebenso wie ein kleiner Waldbestand mit Eichenüberhältern. | 20 km² |       |
| 1    | Datei hochladen | Teichwiesen                        |      | Mattersburg         | Rohrbach bei Mattersburg KG: Rohrbach Standort                                                                   | Das Natur- und Landschaftsschutzgebiet Teichwiesen umfasst die großteils verschilfte Tallandschaft am Fuße des Rohrbacher Kogels. Im Südwesten des Schutzgebietes besteht eine kleine Wasserfläche, die von Sickerwässern gespeist wird. Der Schilfbereich ist von einem Gürtel mit stark vernässten bis wechselfeuchten Wiesen umgeben. |        |       |
| 1    | Datei hochladen | Rohrbacher Kogel                   | 1018 | Mattersburg         | Rohrbach bei Mattersburg, Loipersbach im Burgenland, Draßburg KG: Rohrbach, Loipersbach, Draßburg Standort       | Das Naturschutzgebiet umfasst die höchsten Lagen des Rohrbacher (Marzer) Kogels. |        | 1973  |
| 1    | Datei hochladen | Hutweide Mönchhof                  | 1026 | Neusiedl am See     | Mönchhof KG: Mönchhof GrStNr: 6497 Standort                                                                      | Das Naturschutzgebiet umfasst im nördlichsten Teil des Gemeindegebietes den letzten Rest der ehemaligen Hutweide. Sie blieb auf Grund des reich strukturierten Reliefs und des karge Sandboden von einer landwirtschaftlichen Nutzung verschont. Die durch Rodung und Beweidung entstandenen Trockenrasenflächen beherbergt eines der wenigen Vorkommen der Zwergmandel (Prunus tenella) im Burgenland. |        | 1988  |
| 1    | Datei hochladen | Jungerberg                         | 1024 | Neusiedl am See     | Jois KG: Jois GrStNr: 1737, 1738 Standort                                                                        | Der Jungerberg ist von Weingärten umgebenen und beherbergt vornehmlich Trockenrasen, die von Schwarz-Föhren, Flaum-Eichen, Trockengebüsch und Robinien umgeben sind. |        | 1968  |
| 1    | Datei hochladen | Parndorfer Heide                   | 1028 | Neusiedl am See     | Parndorf KG: Parndorf Standort                                                                                   | Das Naturschutzgebiet Parndorfer Heide nordöstlich von Parndorf entstand durch die jahrhundertelange Beweidung und beherbergt eine große Zieselkolonie. |        | 1992  |
| 1    | Datei hochladen | Pfarrwiesen Illmitz                | 1023 | Neusiedl am See     | Illmitz KG: Illmitz Standort                                                                                     | Die Pfarrwiesen liegen östlich von Illmitz und umfassen ein überwiegend verschilftes Gebiet. Das aus einer verlandeten Lacke, dem Pfarrsee, entstandene Gebiet ist von Pfeifengraswiesen umgeben, es dominieren Schilfröhricht und Schneidbinsenrieder. |        | 1987  |
| 1    | Datei hochladen | Zurndorfer Eichenwald und Hutweide | 1029 | Neusiedl am See     | Zurndorf KG: Zurndorf Standort                                                                                   | |        | 1969  |
| 0 BW | Datei hochladen | Batthyanyfeld                      | 1046 | Neusiedl am See     | Bruckneudorf KG: Kaisersteinbruch Standort                                                                       | |        | 1998  |
| 1    | Datei hochladen | Hackelsberg                        | 1060 | Neusiedl am See     | Jois KG: Jois Standort                                                                                           | |        | 1965  |
| 1    | Datei hochladen | Haidel Nickelsdorf                 | 1027 | Neusiedl am See     | Nickelsdorf KG: Nickelsdorf Standort                                                                             | |        | 1979  |
| 1    | Datei hochladen | Gößbachgraben                      | 1031 | Oberpullendorf      | Lockenhaus KG: Hammerteich Standort                                                                              | |        | 1979  |
| 0 BW | Datei hochladen | Waldteich Deutschkreutz            | 1030 | Oberpullendorf      | Deutschkreutz KG: Deutschkreutz GrStNr: 7482, 7483, 7484, 7485, 7486, 7487 Standort                              | |        | 1979  |
| 1    | Datei hochladen | Friedhofswiesen Jabing             | 1032 | Oberwart            | Jabing KG: Jabing GrStNr: 5867 Standort                                                                          | |        | 1979  |
| 1    | Datei hochladen | Galgenberg Rechnitz                | 1033 | Oberwart            | Rechnitz KG: Rechnitz GrStNr: 6689 Standort                                                                      | |        | 1987  |
| 1    | Datei hochladen | Trockenbiotop beim Friedhof        | 298  | Oberwart            | Rechnitz KG: Rechnitz GrStNr: 10359/2 Standort                                                                   | |        | 1991  |
| 1    | Datei hochladen | Lafnitz-Stögersbach-Auen Wolfau    | 1035 | Oberwart            | Wolfau Standort                                                                                                  | |        | 1990  |